# Wafer

En électronique, un wafer (littéralement en français « tranche ») est une tranche ou une plaque très fine de matériau semi-conducteur monocristallin utilisée pour fabriquer des composants de microélectronique.

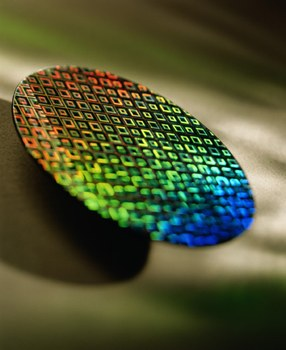
Un wafer en silicium gravé.

## Étymologie
En français, les termes de « tranche », « plaque » (voire, « plaquette ») ou « galette » sont également utilisés. Cependant, l'usage de l'anglais est très répandu dans les unités de fabrication de semi-conducteurs et dans le langage des ingénieurs.

## Caractéristiques
Un wafer est un disque assez fin de matériau semi-conducteur, comme le silicium, l'arséniure de gallium ou le phosphure d'indium. Il sert de support à la fabrication de microstructures par des techniques telles que le dopage, la gravure, la déposition d'autres matériaux (épitaxie, sputtering, dépôt chimique en phase vapeur, etc.) et la photolithographie. Ces microstructures sont une composante majeure dans la fabrication des circuits intégrés, des transistors, des semi-conducteurs de puissance ou des MEMS.

## Description
Les wafers peuvent être de différentes tailles depuis 25,4 mm jusqu'à 300 mm de diamètre pour une épaisseur de l'ordre de 0,7 mm. La tendance est à l'utilisation de wafers les plus grands possible afin de pouvoir y graver davantage de puces simultanément et de limiter les pertes sur le bord de plaque, d'où une production accrue à moindre coût.
Ils contiennent généralement une marque de l'orientation du réseau cristallin : un ou deux méplat dans le disque sur le côté, le plus souvent une simple encoche (« notch » en anglais). Cette orientation a une importance car les cristaux ont des propriétés structurelles et électroniques anisotropes.
On imprime les circuits intégrés, les transistors et les semi-conducteurs de puissance sur ces wafers en quadrillage serré afin d'en mettre le plus possible sur un seul wafer. Les circuits sont généralement tous identiques sur un même wafer bien que certaines techniques permettent de placer des circuits différents, ce qui est utile lors des phases de conception.

Différents types de wafers.
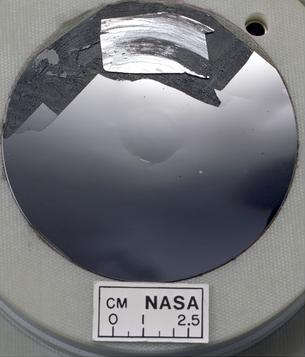
Un wafer de silicium poli.
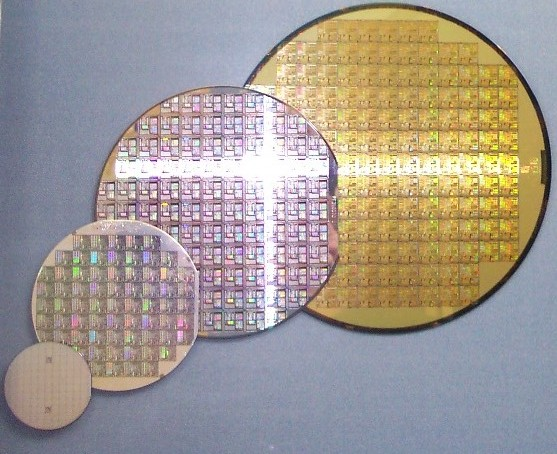
Wafers de différents diamètres.